# Khalid Khan (Handballspieler)
Khalid Khan (* 8. März 1966 in Münster) ist ein deutscher Handballtrainer und ehemaliger Handballspieler.
Khalid Khan spielte aktiv Handball bei den Vereinen HC Emden (Verbandsliga, Oberliga), VfL Oldenburg (Regionalliga) und PSV Aurich-West (Oberliga, Regionalliga).
1983 wurde er Handballtrainer. Er trainierte HC Emden, TuS Aurich-Ost (Jugend und Frauen Oberliga) und war 1996 bis 1997 Leiter des Stützpunktes Aurich des Handballverbandes Niedersachsen, wo er in der männlichen Jugend der Jahrgänge 1981/1982 u. a. Johannes Bitter trainierte. Von 1998 bis 2001 war er Trainer des TuS Königsdorf (Jugend und Frauen Regionalliga, 2. Bundesliga Süd) und von 1998 bis 2000 auch Auswahltrainer des Handballverbandes Mittelrhein (weibliche Jugend, Jahrgang 1984). Von 2000 bis 2005 war er beim TSV Bayer Dormagen aktiv (Co-Trainer Männer 1. Bundesliga, 2. Bundesliga, Regionalliga, Cheftrainer 2. Mannschaft, diverse Jugendmannschaften, Torwart-/Individualtraining).
Im Jahr 2005 wurde Khalid Khan Leiter des DHB-/WHV-/HVM-Stützpunktes männliche Jugend in Dormagen und trainierte mit Pascal Mahé von 2005 bis 2007 den DJK-BTB Aachen (Männer Regionalliga, männliche A- und B-Jugend). 2007 war er als selbstständiger Trainer u. a. für TSV Bayer Dormagen tätig (U 23, Oberliga; A-Jugend, Regionalliga; B-Jugend, Oberliga). Im November 2007 übernahm er als Trainer den TV Korschenbroich, mit dem er Westdeutscher Meister wurde und in die 2. Bundesliga, Staffel Süd aufstieg und 2011 die Qualifikation zur eingleisigen 2. Bundesliga schaffte. Seit 2009 ist er Lehrer und Handballtrainer für Individual-Ausbildung im Sportinternat/Leistungszentrum Dormagen. Nach der Saison 2010/2011 endete sein Vertrag mit dem TV Korschenbroich.
Vom 2. Januar 2012 bis 10. Januar 2013 war er Trainer beim Drittligisten VfL Eintracht Hagen. Im Juli 2013 wurde er Trainer des TV Großwallstadt. Schon im Oktober 2013 musste Khan diese Tätigkeit beenden, da er unter einem psychischen Erschöpfungssyndrom litt. Ab der Saison 2014/15 sollte er die Frauenmannschaft von Bayer 04 Leverkusen trainieren, wurde aber am 19. August 2014 noch vor dem ersten Spieltag freigestellt. Von November 2014 bis September 2015 trainierte er den Oberligisten ART Düsseldorf. In der Saison 2016/17 trainierte er den Verbandsligisten SG Ollheim-Straßfeld. Anschließend übernahm er die SG Ratingen 2011, die in der Regionalliga Nordrhein antritt. Im Januar 2019 trennte sich die SG Ratingen von ihm. Bis 2023 war Khan beim TV Palmersheim und beim Turnerkreis Nippes als Jugendtrainer tätig. Anschließend übernahm er die männliche A-Jugend (Regionsoberliga) des HC Gelpe/Strombach in Gummersbach.